# Doliodrilus tener
Doliodrilus tener är en ringmaskart som beskrevs av Erséus 1984. Doliodrilus tener ingår i släktet Doliodrilus och familjen glattmaskar. Inga underarter finns listade i Catalogue of Life.